# Dzień Europy
Dzień Europy – święto europejskich państw, które obchodzone jest 5 lub 9 maja. W krajach, które są członkami Rady Europy, a nie są członkami Unii Europejskiej, preferowane jest obchodzenie Dnia Europy 5 maja, natomiast w państwach Unii Europejskiej obchodzi się go oficjalnie 9 maja.

## Dzień Europy (5 maja)
Dzień 5 maja jest związany z ustanowieniem Rady Europy, które miało miejsce 5 maja 1949. Od 1964 Rada Europy celebruje ten dzień jako Dzień Europy. 5 maja jest celebrowany w Radzie Europy jako „Dzień Tolerancji, Praw Człowieka i Integracji Europejskiej”. W jego trakcie w siedzibie Rady Europy nie odbywają się obrady, a zamiast tego odbywa się koncert, zaczynający się zawsze odegraniem hymnu Europy.

## „Dzień Unii Europejskiej” (9 maja)
Dzień 9 maja jest oficjalnym symbolem Unii Europejskiej. Został ustanowiony w rocznicę przedstawienia planu utworzenia Europejskiej Wspólnoty Węgla i Stali, znanego jako Plan Schumana, przez Roberta Schumana 9 maja 1950. Dzień ten czasami, dla odróżnienia od Dnia Rady Europy, nazywany jest Dniem Unii Europejskiej. Nie jest to jednak poprawna nazwa, gdyż według uchwały Parlamentu Europejskiego dzień ten jest nazywany Dniem Europy i taka jego nazwa figuruje we wszystkich oficjalnych dokumentach i materiałach Unii Europejskiej.

## Poza krajami Unii Europejskiej
Od 2023 r. na Ukrainie 9 maja obchodzony jest Dzień Europy.